# Central Coast Mariners FC
Central Coast Mariners Football Club je australský fotbalový klub z města Gosford. Klub hraje 1. australskou ligu A-League. Klub hraje na stadionu Central Coast Stadium s kapacitou 20 059 míst. Klub byl založen roku 2004.